# Kap Daly
Kap Daly ist eine vereiste Landspitze an der Mawson-Küste des ostantarktischen Mac-Robertson-Lands. Das Kap liegt 5 km westlich von Safety Island und südöstlich der Robinson-Gruppe.
Teilnehmer der British Australian and New Zealand Antarctic Research Expedition unter der Leitung des australischen Polarforschers Douglas Mawson entdeckten es im Februar 1931. Mawson benannte das Kap nach dem australischen Politiker John Joseph Daly (1891–1942), ab 1929 Mitglied des Australischen Senats und im Jahr 1931 australischer Verteidigungsminister.